# Gösta Wrede
Claes Gösta Julius Wrede, född 18 augusti 1928 i Stockholm, död 15 oktober 2018 i Solna, var en svensk teolog. 
Wrede blev teologie kandidat vid Uppsala universitet 1951. Han prästvigdes samma år och hade därefter förordnanden i Stockholms, Uppsala och Lunds stift. Han blev teologie licentiat 1960, filosofie kandidat 1961, teologie doktor 1966, docent i dogmatik med symbolik vid Uppsala och Lunds universitet. Han var direktor för Stockholms teologiska institut 1971–1980, pastor primarius, domprost och kyrkoherde i Storkyrkoförsamlingen 1986–1988, domprost och kyrkoherde i Stockholms domkyrkoförsamling 1989–1990, kyrkosekreterare vid Svenska kyrkans centralstyrelse 1990–93. 
Wrede tog plats i ungkyrkliga Stiftelsen Sveriges styrelse 1976, och var dess vice ordförande 1983–2007.
Bland hans skrifter märks Kyrkosynen i Einar Billings teologi (doktorsavhandling 1966), Unio mystica. Probleme der Erfahrung bei Johannes Tauler (1974), Till ljus. Dikter och sånger (1977), Livet, döden och meningen. Om livsåskådningar i skönlitteraturen (1978), Trons värld (1982), Vad säger Geijer? (1983), Bön i dag (1984), Stjärngåtan. Om Tycho Brahe på Ven (1987), Folkkyrkan i framtiden (1992). Han bidrog även med artiklar och recensioner i svenska och utländska tidskrifter.
Gösta Wrede är begravd på Norra begravningsplatsen utanför Stockholm.

## Utmärkelser, ledamotskap och priser
- Ledamot av Vetenskapssocieteten i Lund (LVSL, 1982)[3]

## Psalmer
- Psalmer i 2000-talet
  - 930 a Se, livet vill blomma (text)
  - 930 b Se, livet vill blomma (text och musik)